# Rivière Lemare
Ne doit pas être confondu avec Lamar (rivière) ou Lemar.
La rivière Lemare est un affluent de la rive nord  de la rivière Rupert, dans la municipalité de Eeyou Istchee Baie-James, dans la région administrative du Nord-du-Québec, au Québec, au Canada.
La surface de la rivière Lemare est habituellement gelée de la fin octobre au début mai, toutefois la circulation sécuritaire sur la glace se fait généralement de la mi-novembre à la fin d'avril.

## Géographie
Les bassins versants voisins sont :
- côté nord : lac Lemare, lac Cramoisy, rivière Nemiscau, rivière Eastmain ;
- côté est : lac Des Champs, lac Goulde, lac Le Vilin, lac Cabot ;
- côté sud : ruisseau Kayechischekaw, lac Mesgouez, lac Camousitchouane, lac du Prêtre, rivière à la Marte (rivière Rupert) ;
- côté ouest : rivière Rupert, lac Nemiscau.

La rivière Lemare prend sa source à l'embouchure du lac Lemare (longueur : 14,5 km ; largeur : 2,4 km ; altitude : 289 km) dont la partie Ouest fait partie de la Réserve de Nemiscau. L'embouchure de ce lac est située à la limite Sud-Est de cette réserve, soit à :
- 6,7 km au sud-ouest du Lac Des Champs ;
- 27,8 km au nord-est de la confluence de la rivière Lemare et de la rivière Rupert ;
- 102 km au nord-est du lac Nemiscau[2].

À partir de l'embouchure du lac Lemare, la rivière Lemare coule sur environ 40 km entièrement en zone forestière, selon les segments suivants :
- 10,7 km vers le sud en formant une courbe vers l'est pour recueillir trois décharges de lacs non identifiés, puis en traversant le lac Mistapeu Pachituwakan, jusqu'au ruisseau Mistapeu (venant de l'Est) ;
- 17,9 km vers le sud-ouest en traversant en fin de segment les Rapides Chischekau Pachituwakan et les Rapides Chibaskutat jusqu'au pont de la route forestière ;
- 13,9 km vers le sud-ouest jusqu'à la confluence de la rivière Lemare et la rivière Rupert[2].

La confluence de la rivière Lemare avec la rivière Rupert est située à :
- 52,3 km au nord-est de la confluence de la rivière à la Marte (rivière Rupert) et de la rivière Rupert ;
- 77,0 km au nord-est du lac Nemiscau ;
- 123,7 km au nord-est des Rapides Kaumwakweyuch où un pont enjambe la rivière Rupert ;
- 21,5 km au sud-est de la rivière Nemiscau ;
- 215 km à l'est de la confluence de la rivière Rupert et de la baie de Rupert ;
- 253,7 km à l'est de la « Pointe de la Fougère Rouge » qui s'avance vers le nord dans la baie James, presque à la limite du Québec et de l'Ontario.

À partir de l'embouchure de la rivière Lemare, le courant emprunte la rivière Rupert qui coule sur 312,9 km vers l'ouest jusqu'à la baie de Rupert, selon les segments suivants :
- 61,7 km vers l'ouest jusqu'à la confluence de la rivière à la Marte (rivière Rupert) ;
- 95,8 km vers l'ouest jusqu'à la confluence de la rivière Jolliet ;
- 155,4 km vers l'ouest jusqu'à l'embouchure[3]

## Toponymie
Ce toponyme évoque l'œuvre de vie d'Hélène Lemare, épouse du capitaine Charles Daniel (1592-1661) lequel est le frère du père jésuite Antoine Daniel, l'un des martyrs canadiens. La Commission de géographie du Québec, devenue la Commission de toponymie, a adopté ce toponyme, le 6 février 1945.
Le toponyme « rivière Lemare » a été officialisé le 5 décembre 1968 à la Banque des noms de lieux de la Commission de toponymie du Québec, soit à la création de cette commission.